# Menfi
Menfi là một đô thị của tỉnh Agrigento ở vùng Sicilia, có vị trí cách khoảng 70 km về phía tây nam của Palermo và khoảng 60 km về phía tây bắc của Agrigento. Vào thời điểm ngày 31 tháng 12 năm 2004, đô thị này có dân số 12.934 người và diện tích là 113,2 km².
Thị xã nằm giữa các sông Belice và Carboj
Menfi giáp các đô thị sau: Castelvetrano, Montevago, Sambuca di Sicilia, Santa Margherita di Belice, Sciacca.